# Roquefort-sur-Garonne
Roquefort-sur-Garonne là một xã thuộc tỉnh Haute-Garonne trong vùng Occitanie tây nam nước Pháp. Xã này nằm ở khu vực có độ cao trung bình 280 mét trên mực nước biển.